# Отец невесты (фильм, 1950)
«Отец невесты» (англ. Father of the Bride) — художественный фильм режиссёра Винсента Миннелли, снятый в 1950 году. В 1991 году был снят ремейк.

## Сюжет
Устойчивая жизнь преуспевающего адвоката Стэнли Бэнкса (Спенсер Трейси) оказывается безнадёжно нарушенной, когда его дочь Кей (Элизабет Тейлор) объявила о своем решении выйти замуж за некоего Бакли (Дон Тейлор). Сколько разных хлопот вмиг обрушилось на отца семейства: от необходимости «проверить» будущего зятя до выбора торта и посуды к праздничной вечеринке!

## В ролях
- Спенсер Трейси — Стэнли Бэнкс
- Джоан Беннетт — Элли Бэнкс
- Элизабет Тейлор — Кей Бэнкс
- Дон Тейлор — Бакли Данстэн
- Билли Берк — Дорис Данстэн
- Лео Г. Кэрролл — мистер Массула
- Морони Олсен — Герберт Данстэн
- Тейлор Холмс — Уорнер
- Расс Тэмблин — Томми Бэнкс
- Пол Харви — преподобный Голсуорси
- Том Айриш — Бен Бэнкс
- Дик Уэссел — мужчина, идущий с канделябром (в титрах не указан)

## Номинации
- 1951 — Премия «Оскар»
  - Лучший актёр — Спенсер Трейси
  - Лучший фильм
  - Лучший сценарий — Фрэнсис Гудрич, Альберт Хэкетт